# Dytiatky
Dytiatky (en ucraniano: Дитятки) es una localidad ucraniana del óblast de Kiev ubicada en el raión de Ivankiv
De acuerdo con el censo de 2001, tiene una población de 571 habitantes.

## Historia

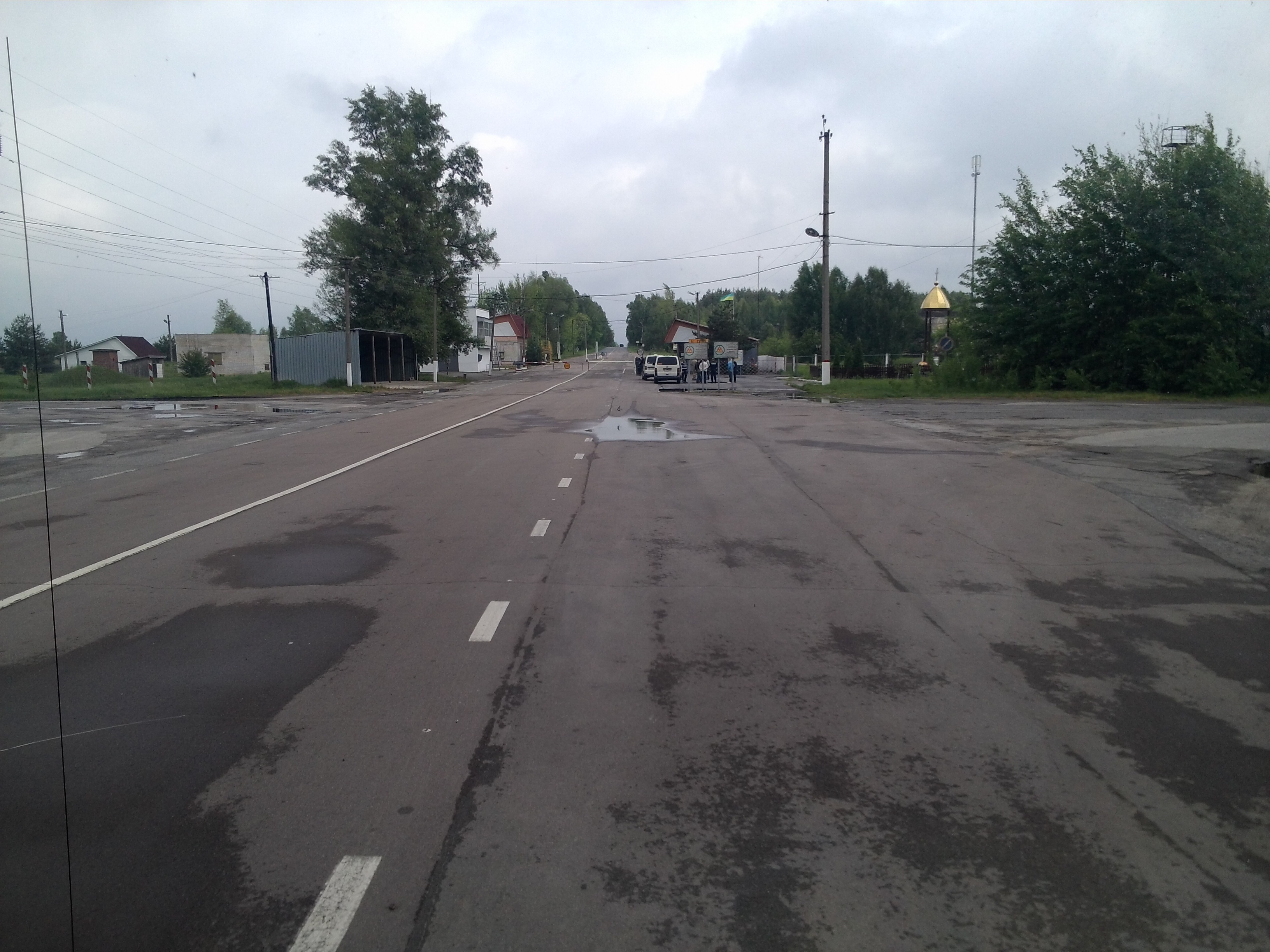
Carretera de Dytiatky

La población fue fundada en 1864. El 25 de agosto de 1941, Dytiatky fue ocupada por las tropas nazis y la población ofreció resistencia. En reconocimiento, el Gobierno soviético les otorgó varias órdenes y medallas.
Fue parte del raión de Chernóbil hasta 1988, cuando desapareció a causa del accidente nuclear de 1986 siendo esta localidad una de las pocas poblaciones del antiguo raión localizadas fuera de la zona de alienación.

## Geografía
Está situada a 32 km de Ivankiv y a 23 km de Chernóbil en el ramal de la carretera P02. Es el centro administrativo de uno de los principales puntos de control que dan acceso al área de exclusión, por lo tanto la principal ruta turística a la ciudad abandonada de Prípiat y su central nuclear.